# I’ll Fly for You
«I’ll Fly for You» (с англ. — «Я полечу за тобой») — песня британской группы Spandau Ballet, вышедшая 13 августа 1984 года на лейбле Chrysalis Records в качестве второго сингла из их четвёртого студийного альбома Parade (1984). Она была написана ведущим гитаристом и основным автором песен Гэри Кемпом и стала девятой песней группы, вошедшей в топ-10 в их родном Соединённом Королевстве, достигнув девятого места в UK Singles Chart. Сингл также хорошо продавался в некоторых других странах. Мнения критиков разделились: одни нашли недостатки в тексте, другие назвали сингл лучшим за последнее время. Музыкальное видео было снято в Новом Орлеане и его окрестностях и включало в себя сюжет парада Марди Гра.

## Релиз и коммерческие результаты
Записанный весной 1984 года, сингл «I’ll Fly for You» был выпущен в Великобритании в августе того же года и достиг 9-го места в UK Singles Chart. Он также достиг № 6 в Италии, № 10 в Ирландии, № 28 в Нидерландах, № 35 в Новой Зеландии и № 38 в Австралии.

## Отзывы
Песня получила смешанные отзывы после выхода. Роберт Ходженс из Smash Hits охарактеризовал песню: «Их лучший сингл за последние сто лет. Хорошее чувство, хорошее настроение и хорошая мелодия — хотя я нахожу заглавную строку неуместной и неловкой. (И саксофон тоже!)». Бетти Пейдж из Record Mirror жаловалась: «А как вам такой впечатляюще не вдохновляющий текст: „И когда ты поёшь мне, ты так хорошо поёшь“». Марк Филлипс из Rip It Up написал: «Пышная и умно построенная, эта песня — победитель».

## Музыкальное видео
Для съёмок клипа на песню «I’ll Fly for You» Spandau Ballet отправились в Новый Орлеан, где продолжили работу с режиссёром «Only When You Leave» Саймоном Милном. Кемп рассказал журналу Number One: «Мы не хотели, чтобы это выглядело как тревеллог и чтобы мы просто тратили много денег ради этого. У нас была конкретная идея, что мы хотели сделать, связанная с конфликтом между желанием свободы и побега и рабством и грубым правосудием Глубокого Юга США». В клипе любовница Хэдли (её играет местная новоорлеанская модель Пегги Гейбел) сбегает из-под стражи во время парада Марди Гра после того, как присяжные признают её виновной в совершённом преступлении. В конце ролика влюблённые мчатся по шоссе в кабриолете, и в последние несколько мгновений становится ясно, куда они на самом деле направляются.
BBC не одобрила сцену, в которой Гейбел и Мартин Кемп «катаются голыми в грязи», и потребовала удалить её. На включённых в фильм кадрах видна одежда.
В своей автобиографии «To Cut a Long Story Short» Хэдли написал: «Джон, Стив и я появились в вымышленной сцене в зале суда — в первый раз, когда мы вместе предстали перед судьёй. Мартин тоже был там. Не хватало только Гэри. На самом деле, при всей своей выдуманности, это было гораздо правдоподобнее, чем наше настоящее появление в суде несколько лет спустя».

## Список треков
| - 7-дюймовый сингл A. «I’ll Fly for You» — 5:11 B1. «To Cut a Long Story Short» (live) — 5:02 | - 12-дюймовый сингл A. «I’ll Fly for You» — 5:34 B1. «To Cut a Long Story Short» (live) — 5:02 B2. «I’ll Fly for You» (Glide Mix) — 7:13 |